# Skogsbränderna i Kalifornien i oktober 2007

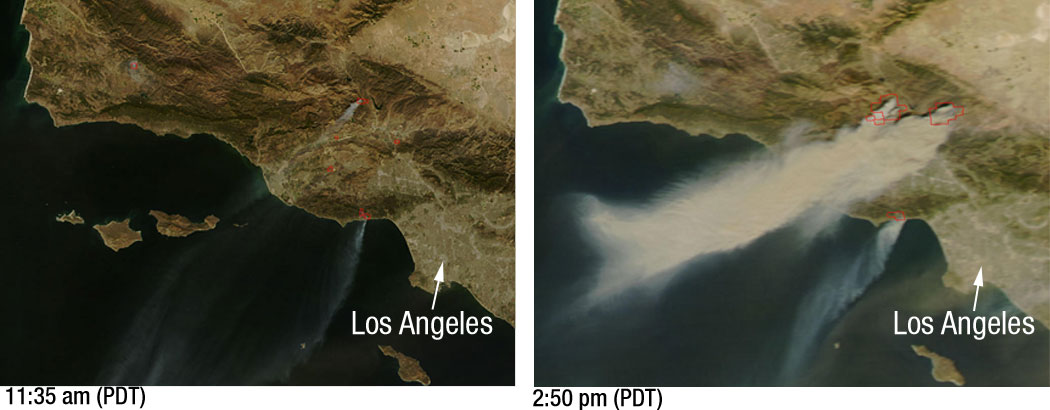
Satellitbild från Nasa av den 21 oktober som visar hur fort bränderna spred sig; den högra bilden togs bara tre timmar och femton minuter efter att den vänstra togs.

Skogsbränderna i Kalifornien i oktober 2007 var en serie av över 20  enskilda skogsbränder, som spred sig över södra Kalifornien. Över 500 000 personer evakuerades och minst 1 500 hem och byggnader förstördes, och ytterligare minst 56 000 hotades. Mer än 2 000 kvadratkilometer landyta brann mellan Santa Barbara County och gränsen mot Mexiko.
Den 24 oktober rådde 18 bränder i området. Fjorton personer omkom och 70 skadades. Myndigheterna befarade att infernot kunde bli mer förödande än bränderna 2003, som hittills ansetts vara de värsta någonsin. Antalet och intensiteten på bränderna ansträngde Kaliforniens brandförsvar till bristningsgränsen, och en avdelning rapporterade att "brist på resurser hindrar släckningar".
Den sista elden släcktes den 9 november 2007, 19 dagar efter att bränderna uppstod.